# Carles & Sofia Piano Duo
Carles & Sofia Piano Duo ist der Name des Klavierduos, das aus den Pianisten Carles (Carlos) Lama (* 26. Februar 1970 in Girona, Katalonien, Spanien) und Sofia Cabruja (* 11. Mai 1965 in Girona, Katalonien, Spanien) besteht.
Carles and Sofia spielen seit 1987 Klavierrecitals zu vier Händen sowie Konzerte für zwei Klaviere und Orchester. Ihre Konzerttätigkeit erstreckt sich auf Europa, Amerika und Asien.

## Biografie
Carles Lama und Sofia Cabruja begannen in ihrer Heimatstadt Girona mit dem Musikstudium und machten ihren Abschluss am Conservatori Superior de Música del Liceu in Barcelona. 1992 erhielten sie ein Stipendium zur Fortführung ihrer Ausbildung im Ausland, gingen an die École Normale de Musique de Paris und später an die Hartt School (University of Hartford, Connecticut).
Weitere Stipendien erhielten sie während ihrer Universitätszeit in den USA. Die beiden Lehrer, die nach eigener Aussage den größten Einfluss auf das Duo hatten, waren die russische Pianistin Nina Svetlanova und der brasilianische Pianist Luiz de Moura Castro.

## Konzerttätigkeit
Den ersten öffentlichen Auftritt als Duo hatten Carles und Sofia 1987. Ihre Konzerttätigkeit erstreckt sich auf Europa, Amerika und Asien.

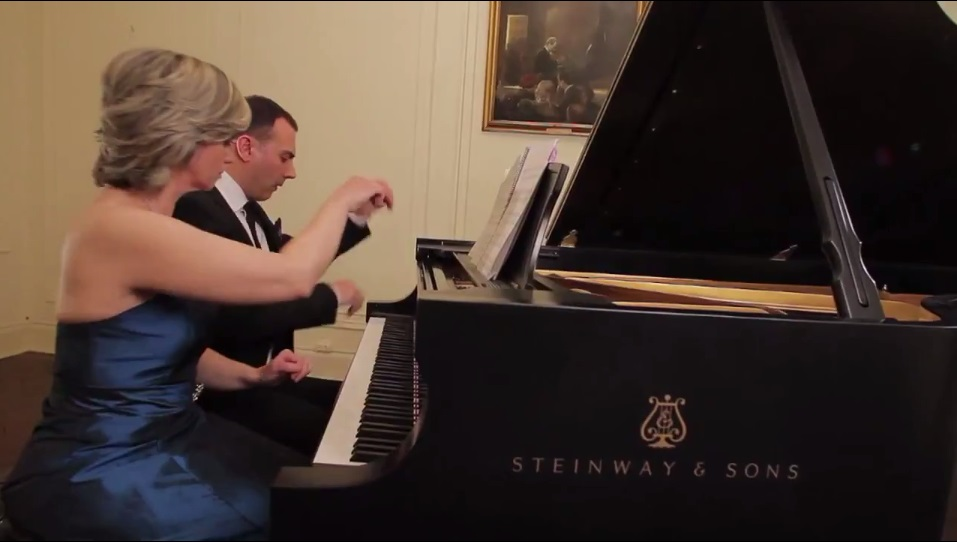
Carles und Sofia am Klavier

Unter anderem spielten Carles und Sofia im Februar 2011 in der Carnegie Hall (New York City) ein Programm mit Maurice Ravels La Valse, traten im März 2007 im Jin Mao Tower (Schanghai) mit einem Recital auf, das Werke der spanischen Komponisten Albéniz und De Falla beinhaltete, und präsentierten ein ibero-amerikanisches Programm mit Kompositionen von Guastavino, Aceves und Basomba am Teatro Solís von (Montevideo, Uruguay).
Carles and Sofia haben mit verschiedenen internationalen Orchestern Konzerte für zwei Klaviere bzw. Klavier zu vier Händen und Orchester gespielt:
2004 führten sie das Konzert für zwei Klaviere BWV 1060 von Johann Sebastian Bach zusammen mit dem National Symphony Orchestra of Malaysia im Yayasan Seni Berdaftar von Kuala Lumpur auf.
2007 sorgten sie mit dem London City Chamber Orchestra für die Uraufführung von Thomas McIntoshs Concerto for piano four hands und spielten 2011 Poulencs Konzert in d Moll für zwei Klaviere und Orchester mit dem State Hermitage Orchestra auf dem Tzar’s Village Music Festival.
Carles und Sofia wurden 2012 zum Bach Marathon im Internationalen Musikhaus in Moskau eingeladen, um Bachs Konzert für drei Klaviere und Orchester in D Dur BWV 1063 und das Konzert für vier Klaviere und Orchester in a Moll BWV 1065 zu interpretieren.
2013 nahmen sie an der Aufführungsserie von Beethovens Sinfonien in Kammerarrangements an der Fundación Juan March (Madrid) teil. Sie spielten dort Arrangements für Klavier zu vier Händen der dritten und vierten Sinfonie des Komponisten.

## Repertoire
Das Repertoire des Klavierduos reicht von Bach bis zu Musik des 21. Jahrhunderts und umfasst Hauptwerke für Klavier zu vier Händen sowie Transkriptionen von Orchesterwerken mit Schwerpunkt auf französischer, russischer und deutscher Musik. In fast allen Konzerten spielen sie spanische Musik, unter anderem von Albéniz und De Falla. Carles und Sofia haben enge Beziehungen zu Gegenwartskomponisten wie John Carmichael und Daniel Basomba. Beide Komponisten begannen für das Duo zu schreiben, nachdem sie es im Konzert erlebt hatten.

## Weltpremieren

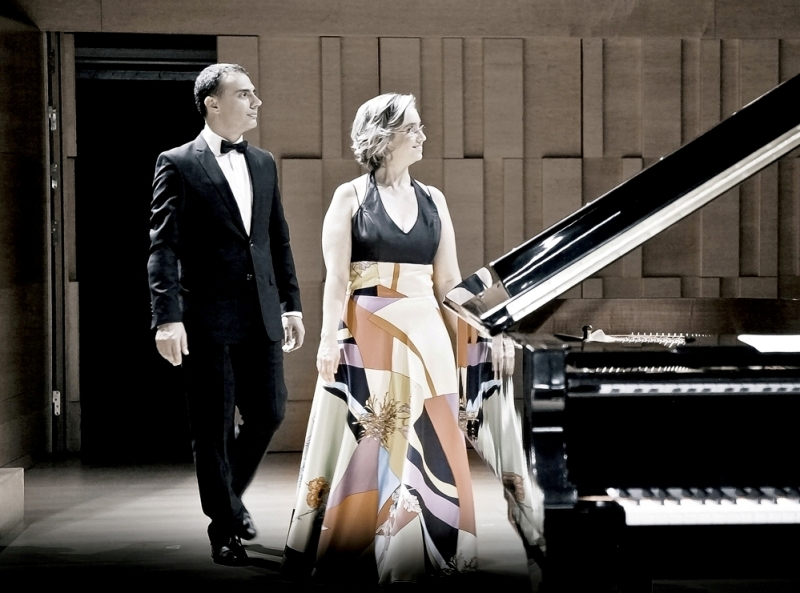
Carles und Sofia auf der Bühne

### John Carmichael (Australia)
- Latin American Suite: (UA 2001, London)
- Bravura Waltzes: (UA 2005, Barcelona)
- Hommages: (UA 2013, Moskau)[15]

#### Thomas McIntosh (US)
- Concerto for piano four hands and orchestra. (UA mit dem London City Chamber Orchestra, 2008, London).[6]

#### Daniel Basomba (Spain)
- Drei Studien für Klavier zu vier Händen (UA 2002, Girona) Carles und Sofia gewidmet: Ed. Boileau
- Los Secretos del Búho (Die Geheimnisse des Uhus) (UA 2007, Portugal)
- Don Quijote (Sinfonische Dichtung für Klavier zu vier Händen) – Uraufgeführt 2005 in Malaysia anlässlich des 400. Jahrestages der Veröffentlichung von Cervantes’ Don Quijote. Carles und Sofia gewidmet: Ed. Boileau.[16]
- TNT (Toccata-Nocturno-Toccata): (UA 2010, Girona).

#### Françoise Choveaux
- Concerto Catalan für Klavier zu vier Händen und Orchester. (UA 2009, Sant Pere de Rodes, El Port de la Selva (Girona))[17]

## Aufnahmen
Carles und Sofia nehmen für das Label KNS-Classical auf.

### Aufnahmen (CDs)
- Schubert, Schumann (1995). Solo-CD Sofia Cabruja, Anacrusa Music, KNS-Classical.

Schubert: Impromptus op. 90; Schumann: Waldszenen op. 82.
- Brahms, Schubert, Debussy (1996). Ars Harmonica, KNS-Classical.

Brahms: Walzer op. 39, Schubert: Polonaises op. 75, Debussy: Petite Suite
- Chopin (1997). Solo-CD Carles Lama, Ars Harmonica, KNS-Classical.

Polonaises, Valses, Nocturnes, Ballades
- Schubert, Brahms, Dvořák (2001). KNS-Classical.

Schubert: Fantasie in f-Moll, Brahms: Variationen über ein Thema von Schumann, Dvořák: Drei Slawische Tänze
- Fauré, Rachmaninoff, Montsalvatge, Basomba (2003). KNS-Classical.

Fauré: Dolly, Rachmaninoff: Suite pp. 11, Montsalvatge: Drei Divertimentos, Basomba: Drei Studien für Klavier zu vier Händen
- Fantasias for four hands (2005). KNS-Classical.

Gesamtaufnahme der Werke für Klavier zu vier Händen von John Carmichael
- El piano solista (2009). Liveaufnahme aus dem Centro Cultural de España (Montevideo, Uruguay), Centro Cultural de España.

Aceves: Impresiones de España op. 116 u. a. interpretiert auf einem historischen Steinway & Sons Flügel
- Golden Recordings (2012). Jubiläumseinspielung zum 25-jährigen Bestehen des Klavierduos, KNS-Classical.
- Spanish Essence (2014): Vier Titel aus Isaac Albéniz’ „Suite Española“, zwei Tänze aus Manuel de Fallas „La vida breve“ sowie weitere Werke von Moszkowski und Lecuona.

Das Klavierduo Carles & Sofia wurde bei ABC Classic FM, Catalunya Música, Radio France und Radio Prague in Musik- und Wortbeiträgen übertragen.

## Meisterklassen und Vorlesungen
Carles und Sofia verbinden Konzerte und Lehrveranstaltungen, geben Meisterklassen und halten Vorlesungen in verschiedenen Ländern Europas, Amerikas und Asiens.
Auswahl:
2001 gaben Carles und Sofia in der Steinway Hall in Tokio eine Vorlesung über Spanische Musik.
2005 gaben Carles und Sofia in Kuala Lumpur einen Workshop zu Musik & Literatur in Verbindung mit den Gedenkfeiern zum 400. Jubiläum der Veröffentlichung von Cervantes’ Don Quijote.
2009 gaben Carles und Sofia in Singapore Meisterklassen am Yong Siew Toh Conservatory of Music und an der NAFA (Nanyang Academy of Fine Arts).
Im April 2013 gaben sie eine Meisterklasse an der University of Texas at Arlington. Im Juni 2013 hielt Carles Lama in Italien eine Meisterklasse zum Thema „Die Technik im Dienste der Kunst“.

## Künstlerische Leitung
Carles und Sofia sind Künstlerische Leiter verschiedener Festivals und Konzertserien:
- Festival de Música de Sant Pere de Rodes, in Sant Pere de Rodes, El Port de la Selva (Girona) (seit 2001)[31][32]
- Festival de Música de Besalú, Kloster von Sant Pere in Besalú (2002 bis 2012)[33]
- Hammerklavier Series, Klavierkonzertzyklus in Barcelona[34] (2004 bis 2009) und Girona[35] (2003 bis 2010).
- Liederkreis Series, Liedkonzertzyklus in Girona[36] mit Übersetzung aller Gedichte ins Katalanische (2003 bis 2010).

## Auszeichnungen und Preise

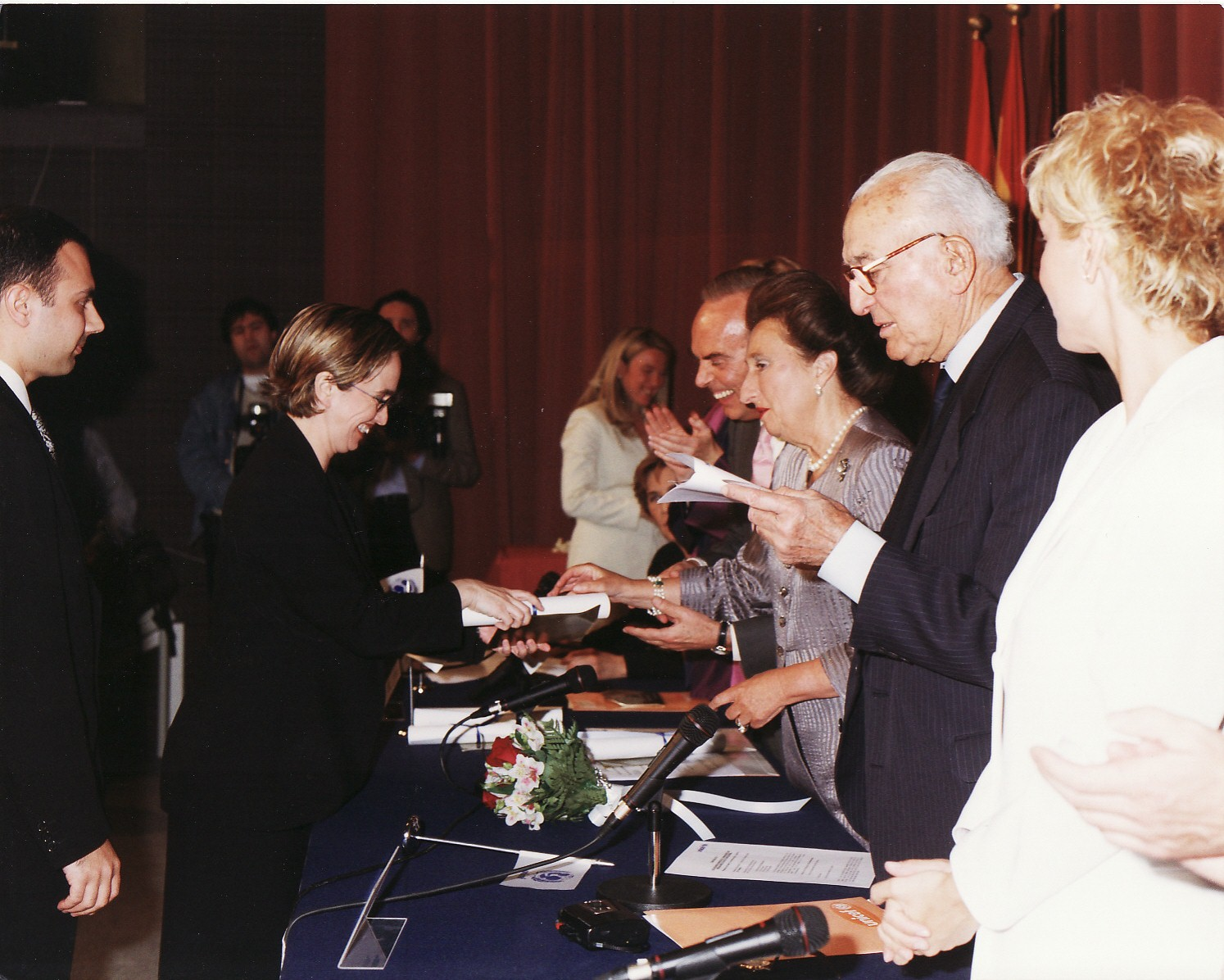
Carles und Sofia erhalten aus der Hand Margarita de Borbóns eine Auszeichnung der UNICEF

2001 erhielten Carles und Sofia aus der Hand Ihrer Königlichen Hoheit Margarita de Borbón in Madrid eine Auszeichnung der UNICEF für ihr humanitäres Engagement.
Im Jahr ihres 25-jährigen Bühnenjubiläums 2012, wurden Carles und Sofia in den Kreis der Steinway Artists, zu dem auch legendäre Pianisten wie Arthur Rubinstein, Sergei Rachmaninov oder Alicia de Larrocha gehören.

## Soziales Engagement und Mentorenschaft
2010 gründeten Carles und Sofia Concerts4Good: Music on a Mission, ein Projekt, internationaler Solidaritäts-Konzerte, die in verschiedenen Städten und Ländern stattfinden. Die erste Ausgabe von Concerts4Good feierte im Januar 2013 in Porto (Portugal) Premiere. Carles und Sofia sind auch als Mentoren für junge, talentierte Musiker tätig.